# Goblins club
Goblins club is een studioalbum van Tangerine Dream uit 1996. De opnamen vonden plaats in de Eastgate-geluidsstudio in Wenen.
De band refereerde met de titel van dit album aan de Duitse schrijver Christian Morgenstern. De werktitel van het album was Heat Robinson. Tangerine Dream moest op zoek naar een nieuw platenlabel en de opnamen vonden dus plaats zonder de zekerheid van uitgifte. Toen bekend werd dat het zou worden uitgegeven door When! (via Castle Communication) werd de titel gewijzigd in Goblins club.
Na dit album ging Tangerine Dream op tournee, maar zonder Linda Spa; zij verliet de band na de opnamen. Voorts richtte Tangerine Dream zelf hun eigen platenlabel op, TDI Music, dat voortaan de muziek zou uitbrengen. Op When! verscheen dus slechts één album van Tangerine Dream.
Van het album zijn verschillende versies in omloop. Onderstaand overzicht is van de oorspronkelijke When!-uitgave. In Australië werd "Elf June" vervangen door "Fort Worth runaway one". De latere heruitgave op TDI Music bevatte beide tracks, maar dan ingekort, terwijl er genoeg ruimte op de cd overbleef voor de gehele nummers.

## Musici
- Edgar Froese, Jerome Froese – synthesizers, elektronica; gitaar
- Roul Miller, Dean Clarke – trombone (2)
- The Royal Buckminster Choir – koor (2)
- Mark Hornby – gitaar (3, 4, 6)
- Dimitri Chiganioff – balalaika (3)
- Gerald Gradwool – gitaar (4, 6)
- Anou d'Merian – zang (4)
- Walton Everding – gitaar (5)
- Larry Hamilton – accordeon (6)
- Linda Spa – toetsinstrumenten (7), saxofoons (8)
- Pawel Hertl – harp (7)

## Muziek
| Nr. | Titel                                                | Duur  |
| --- | ---------------------------------------------------- | ----- |
| 1.  | Towards the evening star (Froese, Froese)            | 6:16  |
| 2.  | At Darwin’s motel (Froese, Froese)                   | 7:22  |
| 3.  | On cranes’ passage (Froese, Froese)                  | 4:28  |
| 4.  | Rising haul in silence (Froese, Froese)              | 7:23  |
| 5.  | United Goblins parade (Froese, Froese)               | 5:44  |
| 6.  | Lamb with radar eyes (Froese, Froese)                | 8:39  |
| 7.  | Elf June and the midnight patrol (Spa, Edgar Froese) | 4:40  |
| 8.  | Sad Merlin's sunday (Froese, Froese)                 | 10:30 |